# Zoë Van Eynde
Zoë Van Eynde est une joueuse de football belge née le 29 septembre 1999, évoluant au poste d'attaquant. Elle joue au Fenerbahçe SK.

## Palmarès
- Championne de Belgique (2) : 2016, 2017
- Vainqueur Coupe de Belgique (2) : 2018, 2023

### Bilan
- 4 titres